# Зыков, Виталий Валерьевич
Виталий Зыков (род. 5 октября 1979, Липецк) — русский писатель, фантаст, педагог.

## Биография
Родился в Липецке 5 октября 1979 года. В 1996 году с золотой медалью окончил школу-лицей № 44 и поступил в Липецкий государственный технический университет, который окончил в 2001 году и отправился в очную аспирантуру. Тогда же занялся преподаванием.
В 2003 году начал работу над романом «Безымянный раб», который в апреле 2004 был издан в издательстве «Альфа-книга». В том же году книга была удостоена премии «Меч без имени».
23 декабря 2004 года в диссертационном совете Воронежского государственного технического университета защитил кандидатскую диссертацию.
С 2008 года основным видом деятельности стало написание книг. Получил звание академика Международной академии духовного единства народов мира. В марте 2009 фондом реализации социально-патриотических программ «Родина» награждён медалью Н. В. Гоголя. В 2010 г. стал кавалером памятной медали «А. С. Грибоедов 1795—1829». В 2012 году Международным содружеством общественных объединений-обществ дружбы с народами зарубежных стран за вклад в развитие международных литературных связей награждён грамотой. В 2013 году от Союза писателей России получил литературно-общественную премию «Светить всегда» и награждён наградным знаком орден «В. В. Маяковский». В сентябре 2013 начал трудиться в должности ведущего эксперта в одной из московских компаний. В 2014 году Московская городская организация Союза писателей России наградила дипломом имени М. Ю. Лермонтова «Недаром помнит вся Россия» с вручением медали «М. Ю. Лермонтов 1814—1841». В том же году постановлением Правления Московской областной организации Союза писателей России награждён медалью Ивана Бунина. В 2015 году награждён грамотой от Российского государственного военного историко-культурного центра при правительстве Российской федерации (Росвоенцентр).
Член Союза писателей России, член Совета по фантастике и приключениям при Союзе писателей России.
Женат, есть дочь и сын.

### Серии

#### Дорога домой
1. Безымянный раб (2004)
2. Наёмник его величества (2005)
3. Под знаменем пророчества (2006)
4. Владыка Сардуора (2009)
5. Власть силы (2015)
6. Великие Спящие (2018)

#### «Война за выживание»
1. «Конклав Бессмертных. В краю далёком» (дата написания июль 2006 — декабрь 2007, дата выхода февраль 2008)
2. «Конклав Бессмертных. Проба сил» (дата написания сентябрь 2007 — май 2008, дата выхода август 2008)
3. «Конклав Бессмертных. Во имя потерянных душ» (дата написания сентябрь 2009 — апрель 2011, дата выхода август 2011)

#### «Мир бесчисленных островов»
1. «Малк. Том 1» (дата публикации первой главы — 20 октября 2018, дата публикации последней главы — 28 марта 2019)

### Повести, рассказы и романы
- Флорист (Гамзарские байки) (2004) — рассказ в составе сборника «На перекрестках фэнтези»
- Наследство Братства Сумерек (2007) — рассказ в составе сборника «Никого над нами»
- Знание — сила! (Гамзарские байки) (2008) — рассказ в составе сборника «Чего хотят демоны»
- Удача травозная (Гамзарские байки) (2012) — рассказ в составе сборника «Меч императора»
- Праймлорд, или Хозяин Одинокой Башни (2014) — роман

## Мобильные игры
«Тьма за спиной» — интерактивный текстовый квест по рассказу Виталия Зыкова «Побег невозможен». Данный рассказ является продолжением произведения «Наследство Братства Сумерек», опубликованного в сборнике «Никого над нами». Автор игры — компания Mauris.

## Премии
- Премия «Меч Без Имени» за 2004 год — за лучший дебютный роман («Безымянный раб»)